# Gunnar Nordanfors
Gunnar Nordanfors, född 3 maj 1925 i Karbennings församling i Västmanlands län, död 16 maj 2014 i Karlskrona stadsförsamling i Blekinge län, var en svensk militär.

## Biografi
Nordanfors avlade studentexamen vid Högre realläroverket å Norrmalm i Stockholm 1944. Han avlade sjöofficersexamen vid Sjökrigsskolan 1947 och utnämndes samma år till fänrik i flottan, där han befordrades till löjtnant 1949. Han gick Högre kursen med nautisk inriktning vid Sjökrigshögskolan, befordrades till kapten 1960, erhöll tjänst som divisionschef vid Berga örlogsskolor 1961, befordrades till kommendörkapten av andra graden 1965 och var chef för Vapenofficersskolan (från 1972 Vapenregementsofficersskolan) vid Berga örlogsskolor 1965–1973. År 1968 befordrades han till kommendörkapten av första graden (en grad som 1972 ombenämndes till kommendörkapten). Han var FN-observatör i Korea 1973 och utbildade sig vid Försvarshögskolan, varpå han tjänstgjorde vid Karlskrona örlogsskolor 1974–1980: som chef för Utbildningsavdelningen tillika ställföreträdande chef för skolan 1974–1978, som stabschef och ställföreträdande chef 1978–1980 och som stabschef och tillförordnad chef under 1980.
Gunnar Nordanfors invaldes som ledamot av Kungliga Örlogsmannasällskapet 1990 och var sällskapets bibliotekarie 1989–1999 (tillsammans med Bo Granath 1989–1997).
Gunnar Nordanfors var son till kamrer Josef Nordanfors och Anna Wilhelmina (Helmi) Sundbeck. Han gifte sig första gången 1947 med Monica Ursell (1926–1989) och andra gången 1971 med Barbro Sjöholm (1940–2019).

### Utmärkelser
- Riddare av första klassen av Svärdsorden, 1966.[9]